# Efpeglenatid
Efpeglenatid ist ein Exenatid-Analogon, das über eine Polyethylenglycolverbindung mit einem Fragment eines humanen IgG4-Fc-Dimers verknüpft ist. Der experimentelle Wirkstoff von Hanmi Pharm wird in der Behandlung des Typ-2-Diabetes entwickelt.
Die Verabreichung erfolgt einmal wöchentlich als subkutane Injektion.